# Olivier de Termes
Olivier de Termes, nacido a principios del siglo XIII en Termes y fallecido el 12 de agosto de 1274 en Acre, fue un señor feudal occitano, uno de los caballeros faidits más activos durante la cruzada albigense en su defensa al catarismo y posterior cruzado fiel al rey de Francia Luis IX y la Iglesia católica en Tierra Santa.

## Infancia y juventud
Hijo de Ermesenda de Corsavy y Raymond III de Termes, señor del castillo de Termes, Olivier nació en el seno de este noble linaje de las Corbières, en una familia convertida a la doctrina cátara, hacia el año 1200.
Su infancia y juventud estuvieron directamente marcadas por la cruzada albigense; el 22 de noviembre de 1210 el castillo y tierras de su padre cayeron en manos de los cruzados y fue incautado por el jefe militar, Simón de Montfort, tras un largo sitio de siete meses en el que fueron desplegadas sofisticadas técnicas militares de asedio y defensa.
Con su padre encarcelado en la Cité de Carcasona, el castillo gravemente dañado o destruido en sus estructuras principales y sus tierras otorgadas al señor francés Alain de Roucy, su madre se traslada al Vallespir junto a sus hijos: Olivier, sus dos hermanas y su hermano Bernard. Es en el condado de Barcelona donde termina su educación a la vez que establece contacto con señores de su misma generación a los que servirá en un futuro: Jaime I de Aragón, Ramón Trencavel II y Ramón VII de Tolosa exiliado junto a su padre Ramón VI.

## Elfaidit
En 1222, la muerte de Roucy le impulsa a volver a las Corbières para recuperar su patrimonio, resaltando como un gran estratega militar en la derrota a los cruzados. En 1226 tiene lugar la intervención real francesa en la cruzada albigense. Olivier se pone al servicio de Ramón VI de Tolosa para el que defiende Labécède-Lauragais y resiste el asedio francés durante un año hasta 1228. Posteriormente encabeza las revueltas contra la Inquisición en Narbona como gobernador del conde entre 1234 y 1242.
En 1229 se une al ejército del rey Jaime I de Aragón en la conquista de Mallorca contra los sarracenos. Tras la batalla de Portopí, el 31 de diciembre se conquista Palma de Mallorca. En esta expedición es donde toma contacto y amistad con el señor faydit del castillo de Quéribus, Xacbert de Barbaira.
Al servicio de Ramón Trencavel II encabeza las tropas que asedian Carcasona en manos francesas en 1240 y participa en diversas batallas en las Corbieres y el Razés. En 1242, tras la masacre de los inquisidores en Avignonet, es excomulgado.

## El cruzado
A partir del año 1245, derrotados los señores del mediodía francés, se pone al servicio del rey de Francia Luis IX. Participa en la Séptima Cruzada como capitán de artillería, sobresaliendo en la defensa de Damietta en 1250 (Egipto), las batallas en Acre y la salvación de Jean de Joinville en Baniyas en 1253. En 1255 regresa de Tierra Santa a sus territorios en Francia. Al lado de las tropas francesas asedia el castillo de Queribus de su antiguo amigo Xacbert de Barbaira, último de los bastiones de resistencia del catarismo y señores feudales occitanos y a continuación es nombrado asesor del rey en temas relativos al Languedoc, Aragón y Castilla.
A partir de 1257 Olivier se centra en la salvación de su alma y decide servir a Dios los días que resten de su vida. Vende sus posesiones y señorío del castillo de Aguilar, y distribuye las ganancias en donaciones principalmente a la abadía de Fontfroide y la financiación de una expedición y contingente real militar a Tierra Santa que se lleva a cabo en 1264. Cuatro años más tarde se convierte en senescal de Jerusalén; en 1270 se une a la Octava Cruzada, contra los musulmanes en Túnez, y en 1274 parte de nuevo frente al ejército real a Jerusalén, encontrando la muerte el mismo año en Acre.